# História do povo cigano

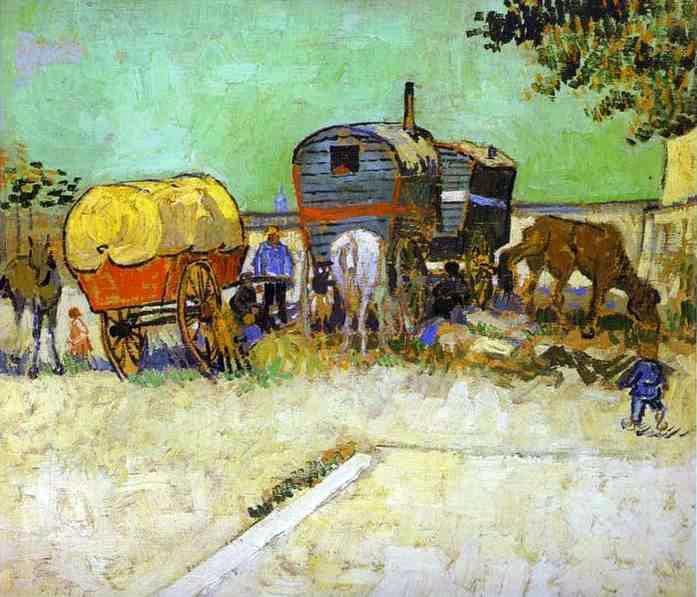
Acampamento cigano perto de Arles, visto pelo pintor Vincent van Gogh

A história do povo cigano  é ainda hoje objeto de controvérsia. Existem várias razões que explicam a obscuridade que envolve a esse assunto. Em primeiro lugar, a cultura cigana é fundamentalmente ágrafa e despreocupada por sua história, de maneira que não foram conservados por escrito sua procedência. Sua história foi estudada sempre pelos não ciganos, com frequência através de um cariz fortemente etnocentrista. Os primeiros movimentos migratórios datam do século X, infelizmente muita informação se perdeu. É importante assinalar também que os primeiros grupos de ciganos chegados a Europa ocidental fantasiavam acerca de suas origens, atribuindo-se uma procedência misteriosa e lendária, em parte como estratégia de proteção frente a uma população em que eram minoria, em parte como posta em cena de seus espetáculos e atividades.
Outro problema que se deve ter em conta é que a inserção (ou não) na comunidade cigana é uma questão disputada. Não existe uma delimitação clara dentro da própria comunidade (nem fora) acerca de quem é cigano e quem não o é.
As principais fontes de informação são os testemunhos escritos, as análises linguísticas e a genética populacional.

## O termociganoe a questão de sua origem geográfica
O termo em português "cigano" (assim como o espanhol gitano e em inglês gypsy) é uma corruptela de egípcio, aplicado a esse povo pela crença errônea de que seriam provenientes do Egito. No século XVIII, o estudo da língua romani, própria dos ciganos, confirmou que se tratava de uma língua indo-ariana, muito similar ao panjabi e ao hindi ocidental. Isso demonstrou que a origem do povo rom está no noroeste do Subcontinente Indiano, na zona em que atualmente fica a fronteira entre os estados modernos de Índia e Paquistão. Esse descobrimento linguístico acabou sendo também respaldado por estudos genéticos. É provável que os ciganos originaram-se de uma casta inferior do noroeste da Índia, que, por causas desconhecidas foi obrigada a abandonar o país no primeiro milênio d.C.

## Origens lendárias
A origem do povo rom foi objeto de todo tipo de fantasias. Foram considerados descendentes de Caim, ou relacionados com a estirpe de Cam. Algumas tradições os identificam com magos caldeus da Síria, ou com uma tribo de Israel fugida do Egito faraônico. Uma antiga lenda balcânica os faz forjadores (ou ladrões) dos pregos da cruz de Cristo, motivo pelo qual teriam sido condenados a errar pelo mundo, se bem que não há qualquer evidência que situe aos ciganos no Oriente Médio nessa época.

## Primeiro movimento migratório do século X
Os estudos genéticos e linguísticos parecem confirmar que os roma são originários do subcontinente Indiano, possivelmente da região do Punjab. A causa da sua diáspora continua sendo um mistério. Algumas teorias sugerem que foram originalmente indivíduos pertencentes a uma casta inferior da sociedade indiana recrutados e enviados a lutar ao oeste contra a invasão muçulmana. Ou talvez os próprios muçulmanos conquistaram os roma, escravizando-os e trazendo-os para o oeste, onde formaram uma comunidade separada.
Esta última hipótese baseia-se no relato de Mahmud de Ghazni, que informa sobre 50 mil prisioneiros indianos durante a invasão turco-persa do Sindh e do Punjab. Por que os roma escolheram viajar para o oeste em vez de regressar para a India é outro mistério, se bem que a explicação pode ser o serviço militar sob o domínio muçulmano.
O que é aceito pela maioria dos investigadores é que os ciganos poderiam abandonar a Índia em torno do ano 1000, e atravessar o que agora é o Afeganistão, Irã, Armênia e Turquia. Vários povos similares aos ciganos vivem hoje em dia na Índia, aparentemente originários do estado desértico de Rajastão, e à sua vez, povoações ciganas reconhecidas como tais pelos próprios roma vivem, todavia, no Irã, com o nome de lúrios.
Partiram em direção à Pérsia onde se dividiram em dois ramos: o primeiro, que tomou rumo oeste, atingiu a Europa através da Grécia; o segundo partiu para o sul, chegando à Síria, Egito e Palestina. No século XII, os ciganos enfrentaram o avanço dos muçulmanos, que tentaram impor sua religião na Índia[carece de fontes?], e lutaram contra os Sarracenos por muitos séculos, inclusive durante a Idade Média.
Apesar de que as provas documentais começam a ser fiáveis só a partir do século XIV, alguns autores contemporâneos rebaixaram a data do ano 1000 e inclusive antes. Certas referências sugerem que as primeiras referências escritas da existência do povo rom são anteriores: um texto que relata como Santa Atanásia de Egina repartiu comida em Trácia a uns "estrangeiros chamados atsinagi" (do grego Ατσίνγανος') durante a escassez do século IX, em plena época bizantina.
Inclusive antes, nos primórdios do mesmo século, no ano 803, Teófanes o Confessor escreve que o imperador Nicéforo I, o Logóteta usa mão de obra de certos atsigani, que com a sua magia, ajudariam-no a conter uma revolta popular.
"Atsinganoi" foi um termo usado também para referir-se a adivinhadores ambulantes e ventríloquos e feiticeiros que visitaram ao imperador Constantino em 1054. Um texto hagiográfico ("Vida de São Jorge anacoreta") refere como os "atsigani" foram chamados por Constantino IX Monômaco para ajudá-lo a limpar as fragas de feras. Mais tarde, seriam descritos como feiticeiros e malfeitores e acusados de intentar envenenar o galgo favorito do imperador. A extensão desse termo geraria os modernos substantivos tzigane, Zigeuner, zingari e zíngaros.
Um relato histórico-lendário do século X titulado Crônica Persa, de Hazma de Ispaham, menciona a certos músicos solicitados ao rei da Índia, aos que chamou zott. O Épica dos Reis (datado de 1010), do poeta Ferdusi conta uma história similar: vários milhares de Zott, Rom ou Dom ("homens") partiriam do atual Sinde (pode ser do rio Indo) com objetivo de entreter o rei da Pérsia com os seus espetáculos.
A partir daí, depois de uma longa estância nessa região, e já descritos como um povo que rejeitava viver da agricultura, espalhar-se-iam em dois grupos migratórios: o primeiro, que tomou rumo oeste, atingiu a Europa através da Grécia; o segundo partiu para o sul, chegando à Síria, Egito e Palestina.

## Evidências linguísticas da migração cigana
De acordo com os estudos de Terrence Kaufman (1973), a origem da língua romani, baseado nos dialetos europeus, pode localizar-se na Índia central e posteriormente, podem documentar-se empréstimos linguísticos que foi adquirindo nos territórios por onde migrava, que iriam desde o século II a.C. ao século XIV d.C.: assim tem empréstimos do persa da sua passagem pela Pérsia, mas não da língua árabe, o que demostra que a sua passagem pela Pérsia foi anterior à sua islamização, no ano 900. Dos séculos XI - XII, tem empréstimos de línguas do Cáucaso (osseto, georgiano e armênio). Logo, detecta-se a migração em direção à atual Turquia, onde recebe empréstimos do grego, mas não do turco, o que indica que a sua passagem foi anterior à invasão turca. No ano 1300, procederia a entrada nos Balcãs, onde adquiriu palavras das línguas eslavas. Posteriormente, os dialetos europeus do romani dividem-se, ainda que Kaufmann indica uma distinção entre os que tem influência léxica do romani e os que não, que seriam os ciganos da Bulgária e os da Espanha.

### Evidências linguísticas da origem asiática dos ciganos
Desde a sua chegada a terras europeias, uma das faces da comunidade cigana que mais chamou a atenção dos demais povos era a sua estranha língua, muito diferente das faladas na Europa. A primeira reprodução escrita do romani remonta a uma enciclopédia de título: First Book of the Introduction of Knowledge. (Primeiro livro de introdução ao saber) escrito por Andrew Boorde. Esta obra, completada em 1542 e publicada em 1547, recolhia exemplos de frases do que o autor chamava Egipt speche (Fala egípcia), dando por válida a crença popular de que os ciganos procediam do Egito.
Durante os dois séculos seguintes aparecem mais menções escritas da língua romani. Na Espanha, o marquês de Sentmenat publicou em 1750 um pequeno vocabulário do romani falado na Península Ibérica.
Um dos primeiros ou o primeiro documento em que se propõe identificar a língua romani como uma língua indiana é um trabalho de Szekely de Doba na Gazeta de Viena em 1763. Neste artigo, comentou que o predicador Vali, que na universidade de Leiden estudou o idioma de uns estudantes de Malabar do distrito de Zigânia, nome que lhe recordou o dos zíngaros e que posteriormente expôs o vocabulário a ciganos de Almasch (Komora, Eslováquia), comprovando que estes entendiam as palavras.
Em nível acadêmico, o descobrimento da origem indiana do romani corresponde ao alemão Johann Rüdiger, catedrático da Universidade de Halle-Wittenberg, que em 1782 publicou um artigo de investigação linguística, no que analisava a fala de uma mulher cigana, Barbara Makelin, e a comparava com a língua recolhida numa gramática alemã do hindustani (o nome pelo que se conhecia antigamente os atuais hindi e urdu). No seu artigo, Rüdiger reconhecia a influência nas suas investigações do dicionário de romani de Hartwig Bacmeister, de 1755, a quem já em 1777 comunicara as suas ideias, assim como a sua dívida com seu professor Christian Büttner, que anos antes aventurara a possibilidade duma origem indiana ou acaso afegã dos ciganos. Entretanto, foi Rüdiger que estabeleceu, mediante a sua comparação entre a descrição gramatical do hindustani e a fala de Barbara Makelin, que as similitudes entre ambas variedades lingüísticas evidenciavam uma origem comum.
Estudos subsequentes da língua romani mostraram um estreito parentesco com o punjabi e o hindi ocidental, tanto no seu vocabulário fundamental como nas suas estruturas gramaticais e nas mudanças fonéticas. As investigações de Alexandre Paspati (Études sur les Tchinghianés, publicado em Constantinopla em 1870), de John Sampson (The dialect of the gypsies of Wales, 1926) e dos suecos Gjerdman e Ljungberg (A língua do cigano sueco trabalhador do cobre Dimitri Taikon, publicado em 1963) evidenciam que existe uma unidade dentro do romani que se estende por toda Europa. Os estudos citados recolhiam mostras do romani grego, galês e sueco, respectivamente. Fica demostrado assim que o vocabulário básico coincide de modo relevante (nota: não se transcreve a grafia original):
- Português: grande. Sânscrito: vadra; hindi: bara; greco-romani: bara; romani galês: baro; romani kalderash (sueco): baró.
- Português: cabelo. Sânscrito: vála; hindi: bal; greco-romani: bal; romani galés: bal; romani kalderash (sueco): bal.

Determinadas características gramaticais indianas mantém-se no romani contemporâneo (e algumas inclusive no caló espanhol atual):
- o final em -e para o masculino e em -i para o feminino.
- a formação de abstratos por junção de -ben ou -pen: taco (certo) converte-se em taciben (verdade).
- substituição do genitivo por um final adjetivado: dadésko gras (o cavalo do pai onde dad é pai e gras cavalo).

## Evidências genéticas da origem asiática dos ciganos
Os estudos genéticos corroboram a evidência linguística que situa a origem do povo cigano no subcontinente indiano.
Estudos genéticos realizados em ciganos búlgaros, bálticos e valacos sugerem que cerca do 50% dos cromossomos Y e do ADN mitocondrial pertencem ao haplogrupo homem H e ao haplogrupo mulher M, amplamente estendidos na Ásia meridional e Ásia Central.
Os homens correspondem maioritariamente com os haplogrupos H (50%), I (22%), J2 (14%) e Rlb (7%) ; as mulheres com H (35%), M (26%), U3 (10%), X (7%), e outros (20%). Tais haplogrupos são raros nos não ciganos, e o resto encontram espalhados por toda Europa. Os haplogrupos femininos U2i e U7 praticamente não existem nas mulheres ciganas, mas estão presentes na Ásia meridional (entre 11 e 35%).
Pode-se calcular que aproximadamente a metade do patrimônio genético cigano é parecido ao dos grupos europeus circundantes. Mas os homens ciganos do grupo sinti da Europa Central são H (20%), J2 (20%) com uma frequência elevada de R2 (50%), frequência que se encontra também na Índia, concretamente na Bengala Ocidental e entre os cingaleses do Sri Lanka. O marcador M217, presente em 1,6% dos homens ciganos, encontra-se também em Bengala Ocidental (Kivisild et alter, 2003). Os haplogrupos L, que se encontram nos 10% dos indianos e paquistaneses, não são registrados entre os ciganos (a equipe de Greshman não parece ter investigado o haplogrupo L), assim como tampouco nos originários de Bengala Ocidental. A partir da base de dados YHRD (Y Chromosome Haplotype Reference Database), pode-se comprovar que algumas populações ciganas européias possuem uma grande porcentagem de haplogrupos masculinos R1A1. Os dados de YHRD informam poucas correspondências, em geral, com a população do subcontinente, mas uma alta correlação no haplogrupo H com a comunidade de origem sul-asiática de Londres, na que há uma porcentagem muito alta de indivíduos procedentes de Bengala Ocidental e do Sri Lanka.
As investigações genéticas de Luba Kalaydjieva mostram que o grupo original apareceu há umas 32 a 40 gerações, e que esse grupo era pequeno, de apenas uns 1.000 indivíduos.

## Parada na Ásia Menor noséculo XIV
Em 1322, um monge franciscano chamado Simon Simeonis descreve um povo com características similares aos "atsigani" vivendo em Creta, e em 1350 Ludolphus de Sudheim menciona um povo similar, com uma língua única, ao que chama "mandapolos", uma palavra que segundo se pensa deriva do grego "mantes" (profeta ou adivinho).
Em 1360, um feudo cigano independente (chamado de Feudum Acinganorum) estabeleceu-se em Corfu e converteu-se numa «comunidade estável, e uma importante e consolidada parte da economia». Dado que a região ocupada por essas comunidades rom era chamada "o pequeno Egito", os peregrinos que a atravessavam para ir à Terra Santa estenderam por toda Europa o apelido de "egipcianos", de onde procederiam os nomes de egiptanos, gitanos, gitans, egypsies e gypsies. Além dos assentamentos gregos, está documentada uma longa parada nos Balcãs, em terras de sérvios, búlgaros e romenos, no século XIV.

## Oséculo XV, a primeira grande diáspora

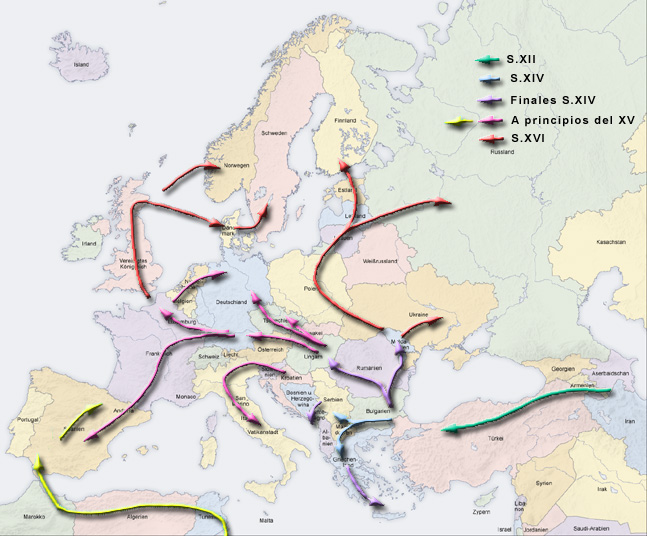
Movimentos migratórios dos ciganos na Europa entre os séculos XII e XVI

Devido às frequentes guerras entre os rivais bizantinos e otomanos, os roma iniciaram uma nova migração, a primeira que está documentada. As evidências linguísticas permitem a reconstrução desta nova peregrinação. Partindo de que os ciganos abandonaram o Subcontinente Indiano, e dali passariam pelo Irã, supõe-se que mais tarde tomariam duas rotas. A primeira, desde a Armênia até o Império Bizantino (o que explicaria a presença de vocabulário greco-bizantino na língua dos ciganos). A outra rota, através da Síria e Oriente Médio e o Mediterrâneo (da que ficariam vestígios de vocabulário árabe). Em sua estadia nos Balcãs, a língua cigana absorveu o vocabulário germânico, mas a ausência desse resto linguístico nos ciganos espanhóis faz pensar que a migração dividiu-se em dois, antes desse assentamento centro-europeu. Uma dirigiria-se ao oeste, ao interior de Europa, e outra ao sul, até a Síria. A primeira ponta estender-se-ia por todo o continente europeu, enquanto a segunda cruzaria a África do Norte para reaparecer na Europa depois de cruzar o estreito de Gibraltar no século XV, reencontrando-se ambas correntes migratórias em algum ponto do sul da Europa. Dessa maneira, a chegada dos ciganos à Península Ibérica é também um assunto controverso, analisado mais adiante.
O certo é que a migração foi massiva e extraordinariamente rápida, e foi objeto de uma acolhida desigual. No século XV, foram encontrados em diversos locais, e os documentos multiplicam as testemunhas da sua presença por toda a Europa, que foi muito estudada. Em 1416, sabe-se da presença de ciganos na Romênia, Boêmia (República Checa) e em Lindau (Alemanha). Em 1471, o rei de Boêmia Sigismundo II concedeu-lhes um salvo-conduto, e entre 1418 e 1419, os ciganos já circulavam pela Suíça. Entraram na França em 1419, e em 12 de agosto um grupo chegou às portas de Sisteron e logo circulou pela Provença.

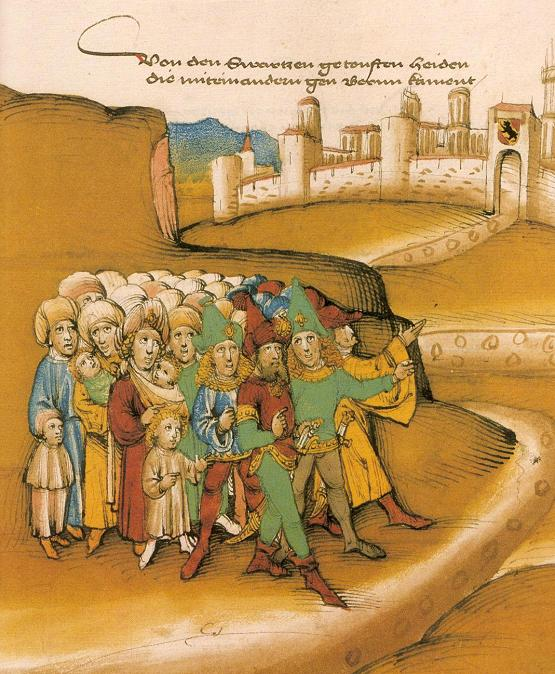
Primeira chegada dos ciganos às muralhas de Berna, no século XV. Eram descritos como de pele escura, usando roupas e armas sarracenas (Spiezer Schilling, p. 749)

Em janeiro de 1420, estavam em Bruxelas, e em outubro em Flandres e o norte da França. Em 1421 chegaram a Bruges e depois foram a Arras. Em 18 de julho desse mesmo ano, um grupo chegou a Bolonha para solicitar ao Papa um salvo-conduto como peregrinos cristãos. Na Espanha, há informações da sua presença pela primeira vez em 1415, e em 8 de maio de 1425 localizam-se em Saragoça a sua estadia. Em 1427, já se encontravam em Roma.
Também em 1427, produziu-se uma das chegadas de ciganos melhor documentadas, conservada na obra "Temoignage d'un bourgeois de Paris". Em 12 de agosto desse ano, chegaram a Paris, onde causaram grande fascinação pelo seu aspecto miserável e estranho, e o povo acudiu em massa para vê-los adivinhar o futuro. Viviam da magia e dos pequenos roubos, até que o bispo expulsou-os em setembro desse mesmo ano e partiram em direção a Pontoise. Segundo Helena Sánchez Ortega essa crônica resume o quadro de tipificação negativa dos ciganos que se manteve até os nossos dias.
O seu périplo europeu não se deteve, e em 1430, circulavam por toda França sob uma acolhida desigual: Arles, Brignoles, Metz, Troyes, Grenoble, Nevers, Romans, Colmar, Orleães e Le Luc. Em 1435, foram vistos em Santiago de Compostela, e em 1462 foram recebidos com honras em Xaém. A Suíça expulsou-os em 1471. Em 1493, estavam em Madri. Nessa última cidade no Concelho «…acordaram de dar esmolas aos do Egito porque o rogo da Vila passaram adiante, dez reais, para evitar os danos que poderiam fazer trezentas pessoas que viriam…».

### A questão da entrada na Península Ibérica
Como e quando chegaram os ciganos à Península Ibérica é uma questão que está longe de se chegar a um consenso.
Uma primeira teoria diz que eles procedem do norte de África, desde onde cruzariam o estreito de Gibraltar para reencontrar-se na França com a rota migratória do norte. Distinguiriam-se assim os ciganos do norte, que entraram por Perpignan, os do sul, ou tingitanos (na sua pronunciação deturpada, ciganos, é dizer, procedentes de Tingis, hoje Tânger), e os do leste (ou grecianos) que penetraram pela ribeira mediterrânea na década de 1480 provavelmente por causa da queda de Constantinopla. A entrada melhor documentada é a do norte. O primeiro documento conservado é de 1415. Nele, Afonso (logo o Magnânimo) concede salvo-conduto a um tal Tomás Sabba, peregrino a Santiago de Compostela. Esse mesmo monarca concede outra carta de passagem em 1425 a outro chefe cigano com a sua gente, ordenando que seja bem tratado:
| “ | …Como nosso amado e devoto dom João do Egito Menor… entende que deve passar por algumas partes de nossos reinos e terras, e queremos que seja bem tratado e acolhido… sob pena de nossa ira e indignação… o mencionado dom João do Egito e os que com ele irão e o acompanharão, com todas suas cavalgaduras, roupas, bens, ouro, prata, alforjas e quaisquer outras coisas que levem consigo, sejam deixado ir, estar e passar por qualquer cidade, vila, lugar e outras partes de nosso senhorio a salvo e com segurança… e dando àqueles passagem segura e sendo conduzidos quando o mencionado dom João o requeira através do presente salvo-conduto nosso… Entregue em Saragoça com nosso selo em dia doze de janeiro do ano de nascimento de nosso Senhor 1425. Rey Alfonso | ” |

Nesses anos sucederam-se os salvo-condutos, outorgados a supostos nobres ciganos peregrinos. O prosseguimento desses salvo-condutos por toda a geografia espanhola revela aos investigadores (como Teresa San Román, ou Helena Sánchez) algumas evidências:
- O número de ciganos que entraram ou habitaram na Península no  século XV é calculado próximo a 30 mil pessoas.
- Os ciganos viajavam em grupos variados, de 80 a 150 pessoas, lideradas por um homem.
- Cada grupo autônomo mantinha relações à distância com algum dos outros, existindo talvez relações de parentesco entre eles (algo comum nos nossos dias entre os ciganos ibéricos).
- A separação entre cada grupo era variada e em ocasiões uns seguiam aos outros a curta distância e pelas mesmas rotas.
- A estratégia de sobrevivência mais comum era a de apresentar-se como peregrinos cristãos para buscar a proteção de um nobre.
- A forma de vida era nômade, e se dedicavam à adivinhação e ao espetáculo.

## Oséculo XVIe o começo da perseguição
O  século XVI pode ser considerado como a idade de ouro dos ciganos na Europa. Vagavam de cidade em cidade, e se bem é certo que foram expulsos com frequência, haveria que esperar ao século XVI para que se desatasse uma onda de perseguição só comparável ao antijudaísmo secular dos europeus. No século XV, os estereótipos negativos ainda não estavam enraizados, e entre a hostilidade e a fascinação, a cultura cigana dispersou-se pelo continente, misturando-se com as culturas e línguas locais. Lentamente, foi-se convertendo em um desafio para os poderes estabelecidos, para a população sedentária e para a religião dominante.

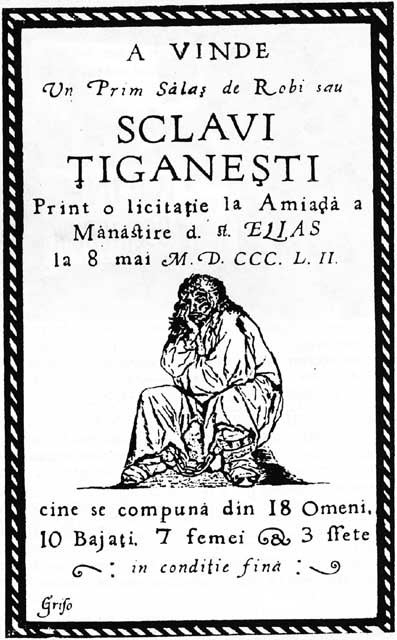
Anúncio de uma venda de escravos ciganos de 8 de maio de 1852: 18 homens, 10 meninos, 7 mulheres e 3 meninas, "in conditie fina" (em boa condição)

Quando teve lugar o descobrimento da América, em 1492, os ciganos já estavam espalhados por toda a Europa, onde apesar de uma boa acolhida inicial começaram a ser perseguidos, marginalizados, expulsos, severamente castigados, escravizados (como na Romênia, onde a escravidão cigana não foi abolida até 1864) ou simplesmente exterminados. O desencontro entre os ciganos e os não ciganos perduraria desde o século XVI até a atualidade.
Assim, na Espanha, a pragmática de Medina do Campo do ano 1499 obrigou-os a abandonar a vida nômade. Em 1500, o mesmo ano em que entraram na Polônia e Rússia, a Dieta de Augsburgo expulsou-os da Alemanha. Em 1505 Jaime IV da Escócia concedeu-lhes um salvo-conduto e saltaram à Dinamarca. Chegaram à Suécia em 1512, e em 1514 a Inglaterra, de onde seriam expulsos, sob pena de morte, em 1563. Antes disso, na Espanha foi-lhes dado a "escolher", em 1539, entre a sedentarização ou seis anos de galeras e, em 1540, os bispos da Bélgica ordenaram a sua expulsão sob pena de morte.
A partir do final do século XVI, sucederam-se em toda a Europa autorizações, leis e decretos contra o modo de vida dos ciganos. A dinâmica dessas disposições será contraditória (são obrigados a sedentarizar-se ao tempo que se lhes impede a entrada em muitas cidades; são obrigados a assimilarem a cultura local ao tempo que se são concentrados em determinados bairros; são obrigados a trabalhar em ofícios reconhecidos ao tempo que são impedidos de entrar nos grêmios…). A tenacidade dos ciganos, as suas estratégias de ocultamento, de multi-ocupacionalidade (como a chama Teresa San Román), de semi-nomadismo ou itinerância circunscrita, de adaptação às circunstâncias instáveis da legislação, a capacidade para cruzar fronteiras ou para aliar-se em determinadas ocasiões com a população autóctone realizando trabalhos imprescindíveis, faz que os ciganos de toda Europa resistam à assimilação e conservem as suas próprias características culturais mais ou menos intactos até a atualidade.
Ante a ausência de testemunhas escritas próprias e a visão negativa dos outros, resultam valiosas as referências de uma personagem peculiar que se acercou do mundo cigano com interesse e curiosidade romântica na primeira metade do século XIX: George Borrow. Nas suas viagens por boa parte da Europa, como pregador protestante, teve oportunidade de contatar com grupos ciganos, aprendendo a sua língua e traduzindo e inclusive publicando o Evangelho em caló (entre a sua produção literária encontra-se La Bíblia en España, interessante livro de viagens estudado por Manuel Azaña).

## A ida para a América, oséculo XIXe a segunda grande diáspora

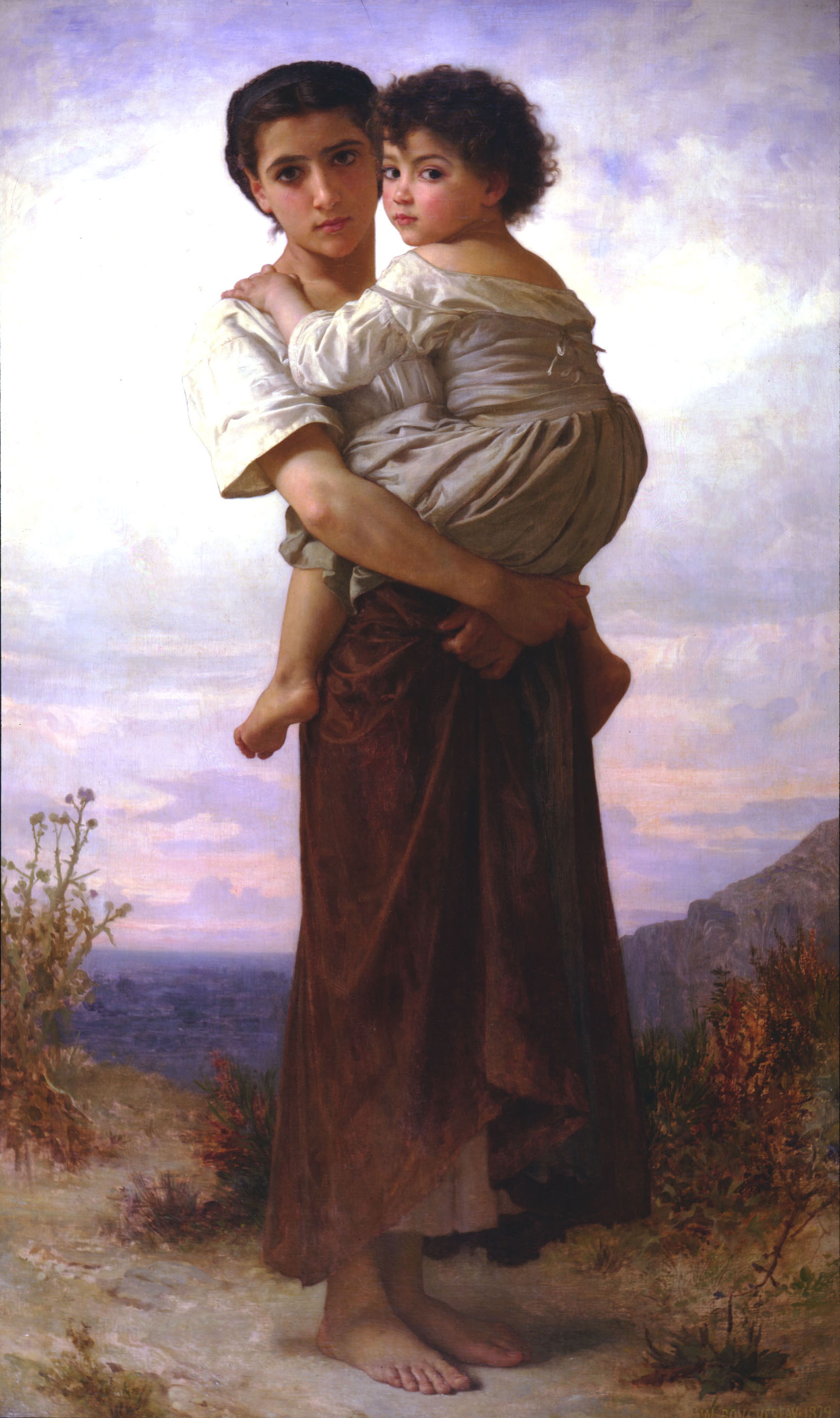
Imagem idealizada de uma cigana e o seu filho, pintada por William-Adolphe Bouguereau no século XIX

A ida dos ciganos para a América correu paralelo à própria diáspora dos europeus. O incansável povo cigano empreendeu então uma nova migração. Sabe-se que Cristóvão Colombo, na sua terceira viagem, em 1498, introduziu os primeiros três ciganos que pisavam o Novo Mundo. É sabido também que a Inglaterra e a Escócia enviaram remessas de ciganos às suas colônias americanas da Virgínia, no século XVII e Luisiana. A prática da deportação à América foi seguida nesse mesmo século por Portugal. Segundo este autor, os ciganos espanhóis só podiam viajar à América com permissão expressa do rei. Filipe I decretou em 1570 uma proibição de entrada dos ciganos na América, e ordenou o regresso dos já enviados. É conhecido o caso de um ferreiro cigano (Jorge Leal) que conseguiu autorização para viajar a Cuba em 1602. Teria que esperar à autorização de 1783 para que os ciganos tivessem permissão de residência em qualquer parte do reino.

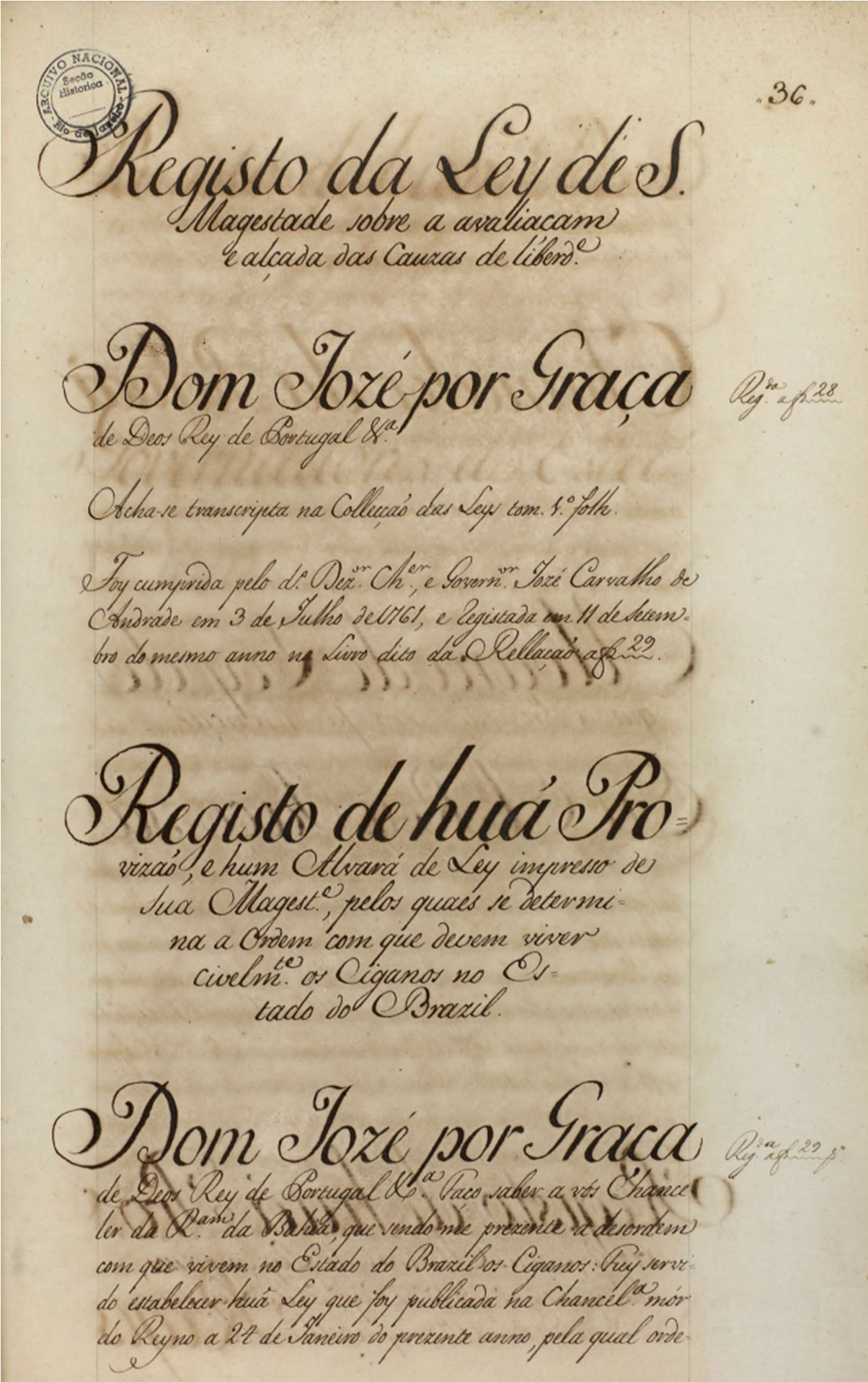
Registro de uma provisão de D. José I, comunicando ao chanceler da Relação da Bahia que estabeleceu uma lei ordenando aos ciganos viverem “civilmente” no Estado do Brasil, 1761. Arquivo Nacional.

Entre final do século XVII e meados do século XIX produziu-se outro movimento em direção ao oeste de uma numerosa população cigana, fugindo da escravidão ou aproveitando a sua abolição na Moldávia e Valáquia em 1860, ou como consequência do recrudescimento da perseguição na Europa ocidental (especialmente na França e Alemanha).
Os ciganos emigraram à América Latina num número que, como sempre, segue sendo um mistério. Segundo Koen Peeters, a independência da Sérvia em 1878 acelerou essa saída, e as causas que explicam o novo êxodo massivo podem ser várias: "Em primeiro lugar, à pressão de assimilação de costumes; em segundo lugar, às novas possibilidades nas suas atividades laborais; e, em terceiro lugar, a motivos comuns a outros emigrantes da Sérvia, como podem ser, por um lado, a ideia de que no Novo Mundo tinham muitas possibilidades de conseguir grandes fortunas, as leis que favoreceram a imigração ou também a aparição de novas possibilidades no que diz respeito a meios de transporte". Também em torno de 1860, registra-se a saída de ciganos britânicos ("romnichels") e no início do século XX houve uma nova partida em massa de ciganos valáquios.
A onda migratória diminuiu com o começo da Primeira Guerra Mundial, e não voltou a reiniciar até 1989, ano em que começou a terceira grande diáspora, ainda em curso.

## Século XX, perseguição e extermínio
A detenção do fluxo migratório no início do século XX não significou uma melhora das condições de vida dos ciganos. As disposições legais continuaram sendo inúteis (como já o foram antes) na hora de assimilá-los. Na França, por exemplo, uma "lei sobre o exercício das profissões ambulantes e sobre a circulação de nômades" obrigava em 1912 a serem providos de um "carnê antropométrico de identidade" que deveria ser selado em cada final de prazo.
A medida que se aproxima a Segunda Guerra Mundial, a perseguição fica mais dura. O governo prussiano, por exemplo, decidiu acabar com a "moléstia cigana" mediante um acordo internacional desenhado para acabar com a sua forma de vida. Na Baviera, foi elaborado em 1905 um "Livro cigano", com um censo inicial de 3 mil indivíduos que logo aumentaria com a colaboração de outros estados germânicos. O estado da Baviera autorizou o castigo a trabalhos forçados a todo cigano que não pudesse demonstrar ter um trabalho estável, e a República de Weimar estendeu essa medida para toda a Alemanha.
Os censos de ciganos multiplicaram-se em toda a Europa (França, Inglaterra) e na Suíça, em 1926, começou o costume de sequestrar meninos ciganos para serem educados entre não ciganos, prática que só seria abandonada em 1973.
O auge do nazismo e os excessos da Segunda Guerra Mundial fartaram-se com a crueldade com os ciganos. Tomando como base os censos anteriores, o Centro de Investigação para Higiene Racial e Biologia Populacional do Reich começou a analisar a questão cigana. Depois de uns momentos de dúvida, nos que se esteve perto de classificar aos ciganos dentro da raça ariana, Himmler ordenou a sua internação, e finalmente a sua execução em massa. Em língua cigana, chama-se a esse processo de extermínio "o porraimos", ou "porajmos", a destruição. Como sempre, é desconhecido o número exato de vítimas. As estimativas vão desde 50 mil a 80 mil (Denis Peschanski, La France des camps, l'internement 1938-46, Gallimard, 2002, p. 379) até 500 mil a 1 milhão e meio.
| “ | Só em Auschwitz-Birkenau morreram mais de vinte mil ciganos. E num só dia, em 3 de agosto de 1944, os últimos 2.897 habitantes das barracas ciganas de Auschwitz, incluindo mulheres e crianças, deixaram para sempre de cantar e dar-se ao entusiasmo. | ” |

O genocídio cigano é um fenômeno relativamente desconhecido, no que colaboraram com mais ou menos interesse (igual ao ocorrido no genocídio judeu) às populações autóctones.
Na Europa central e do leste, sob regimes comunistas, os ciganos sofreram políticas de assimilação e restrições da liberdade cultural. Na Bulgária, proibiu-se o uso da língua romani e a representação de música rom em atos públicos. Na antiga Checoslováquia, dezenas de milhares de ciganos da Eslováquia, Hungria e Romênia foram reassentados em regiões fronteiriças da Morávia, e foi proibido o estilo de vida nômade. Na Checoslováquia, onde foram classificados como  "estrato social degradado", mulheres ciganas foram submetidas a esterilizações como parte da política do Estado para reduzir o seu crescimento demográfico. Essa política foi posta em prática mediante incentivos financeiros, ameaças de retirada de subsídios sociais, desinformação e esterilização involuntária.
No início da década de 1990, a Alemanha deportou dezenas de milhares de imigrantes à Europa Central e Oriental. Cerca de 60% de uma população de 100 mil cidadãos romenos foram deportados, de acordo com um tratado de 1992, eram ciganos.
No terceiro quarto do século XX começou também um importante movimento associativo cigano, em especial, a partir do Primeiro Congresso Cigano de Londres, de 1971.

## Século XX, a terceira grande diáspora

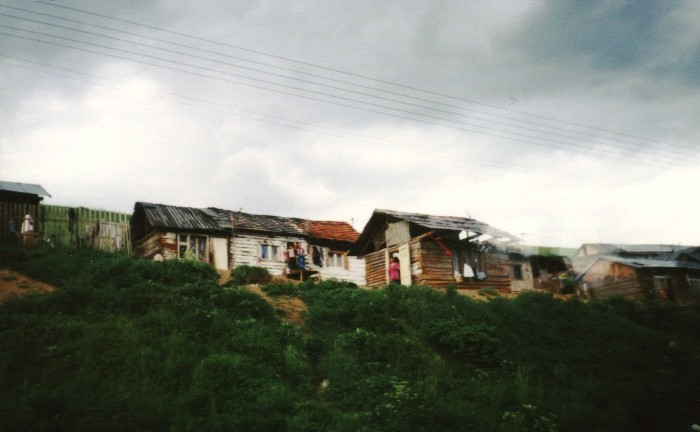
Povoado cigano na Eslováquia

Com a queda do muro de Berlim em 1989, o desmantelamento dos estados autoritários da Europa Central e do leste e a crise econômica e, especialmente, por causa da guerra da Iugoslávia, começa a terceira grande diáspora cigana. Esse movimento migratório (que novamente passa despercebido para a opinião pública), realiza-se, como é habitual, do leste para o oeste. As estimativas são de 200 a 280 mil ciganos desprezados do leste ao oeste europeu desde 1960 a 1997.
Com a deterioração política da antiga Iugoslávia, 40 mil ciganos chegaram à Itália e outros 30 mil à Áustria.. A crise econômica gerou, também, uma intensa rota migratória desde a Romênia aos países da Europa próspera numa quantidade ainda por calcular. As leis de cidadania discriminatórias na República Checa, por exemplo, são um expoente de velhas e novas formas de discriminação.
Segundo informações do Banco Mundial na Europa há uma população entre 7 e 9 milhões de ciganos, dos que ao redor de 568mil (2002) vivem na Romênia, ainda que percentualmente a presença maior do povo cigano é a da República da Macedônia, onde representa 11% da população. A maior parte da população cigana da Europa central na zona balcânica vive com menos de 3 euros por dia per capita e 89% dos ciganos búlgaros não podem cursar estudos primários.
No Brasil, estima-se que existam entre 678 mil (estimativas do governo) e 1 milhão de ciganos. Já em Portugal, são estimados em cerca de 40 mil indivíduos.